# Joseba Ituarte Goenaga
José Francisco 'Joseba' Ituarte Goenaga (Lasarte-Oria, España; 26 de septiembre de 1970) es un exfutbolista español que jugaba en la posición de portero. Actualmente ejerce funciones de entrenador de porteros en el Club de Futbol Fuenlabrada de la 1 RFEF.En la temporada 2022 se proclamo campeon de la liga China.

## Clubes
Historial deportivo como jugador:
| Temporadas | Equipo                  | Liga                 |
| ---------- | ----------------------- | -------------------- |
| 1986-1991  | Real Sociedad de Fútbol | Sub 15 - Sub 21      |
| 1991-1993  | Touring de Rentería     | 2.ª División B       |
| 1993-1995  | Hércules CF             | 2.ª División         |
| 1995-1997  | Almería CF              | 2.ª División         |
| 1997-1998  | CP Almería              | 2.ª División B       |
| 1998-1999  | Águilas CF              | 2.ª División B       |
| 1999-2000  | CP Granada '74          | 2.ª División B       |
| 2000-2002  | Imortal DL              | 2.ª División (POR)   |
| 2002-2003  | Portosantense           | 2.ª División B (POR) |
| 2003-2004  | Motril CF               | 3.ª División         |
| 2004-2005  | CD Roquetas             | 3.ª División         |

Historial deportivo como entrenador de porteros:
| Temporadas | Equipo                      | Liga                  |
| ---------- | --------------------------- | --------------------- |
| 2005-2006  | CD Roquetas                 | 3.ª División          |
| 2006-2013  | UD Almería                  | 2.ª División B        |
| 2013-2018  | Muangthong United FC        | Thai Premier League   |
| 2018-2020  | CD Leganes                  | 1º Division de España |
| 2020-2021  | Girona FC                   | 2º Division de España |
| 2021       | Selección Nacional de Libia | CAF                   |
| 2022-2023  | Wuhan Trhee Towns           | Superliga China       |
| 2023-2024  | CF Fuenlabrada              | 1 RFEF                |